# بایینتسی
بایینتسی (به صربی: Bajinci) یک روستا در صربستان است که در تسرنا تراوا واقع شده‌است. بایینتسی ۲۳ نفر جمعیت دارد.